# Gekkoer
En gekko er en 5-30 cm lang øgle med en fænomenal evne til at sidde fast på alting. Gekkoen lever i alle varme dele af verden og er et natdyr.
Gekkoen sidder fast på ting ved at gribe fat på molekylært niveau med nogle "hår" af hvilke, der på hver fod regnes med at være ca. en milliard.
Det eneste en gekko ikke kan sidde fast på er teflon.
Bliver mest set som nyttedyr, da de bl.a. spiser myg.

## Klassifikation
Familie: Gekkonidae
| - Underfamilie: Teratoscincinae - Slægt: Teratoscincus - Underfamilie: Aeluroscalabotinae - Slægt: Aeluroscalabotes - Underfamilie: Eublepharinae - Slægt: Coleonyx - Slægt: Eublepharis - Slægt: Goniurosaurus - Slægt: Hemitheconyx - Slægt: Holodactylus - Underfamilie: Diplodactylinae - Slægt: Bavayia - Slægt: Carphodactylus - Slægt: Crenadactylus - Slægt: Diplodactylus - Slægt: Eurydactylodes - Slægt: Hoplodactylus - Slægt: Lucasium - Slægt: Naultinus - Slægt: Nephrurus - Slægt: Oedura - Slægt: Phyllurus - Slægt: Pseudothecadactylus - Slægt: Rhacodactylus - Slægt: Rhynchoedura - Slægt: Saltuarius - Slægt: Underwoodisaurus | - Underfamilie: Gekkoninae - Slægt: Afroedura - Slægt: Afrogecko - Slægt: Agamura - Slægt: Ailuronyx - Slægt: Alsophylax - Slægt: Aristelliger - Slægt: Asaccus - Slægt: Blaesodactylus - Slægt: Bogertia - Slægt: Briba - Slægt: Bunopus - Slægt: Calodactylodes - Slægt: Carinatogecko - Slægt: Chondrodactylus - Slægt: Christinus - Slægt: Cnemaspis - Slægt: Coleodactylus - Slægt: Colopus - Slægt: Cosymbotus - Slægt: Crossobamon - Slægt: Cryptactites - Slægt: Cyrtodactylus - Slægt: Cyrtopodion - Slægt: Dixonius - Slægt: Dravidogecko - Slægt: Ebenavia - Slægt: Euleptes - Slægt: Geckolepis - Slægt: Geckonia - Slægt: Gehyra - Slægt: Gekko - Slægt: Goggia - Slægt: Gonatodes - Slægt: Gonydactylus - Slægt: Gymnodactylus - Slægt: Haemodracon - Slægt: Hemidactylus | - Slægt: Hemiphyllodactylus - Slægt: Heteronotia - Slægt: Homonota - Slægt: Homopholis - Slægt: Lepidoblepharis - Slægt: Lepidodactylus - Slægt: Luperosaurus - Slægt: Lygodactylus - Slægt: Matoatoa - Slægt: Microscalabotes - Slægt: Nactus - Slægt: Narudasia - Slægt: Pachydactylus - Slægt: Palmatogecko - Slægt: Paragehyra - Slægt: Paroedura - Slægt: Perochirus - Slægt: Phelsuma (daggekkoer) - Slægt: Phyllodactylus - Slægt: Phyllopezus - Slægt: Pristurus - Slægt: Pseudogekko - Slægt: Pseudogonatodes - Slægt: Ptenopus - Slægt: Ptychozoon - Slægt: Ptyodactylus - Slægt: Quedenfeldtia - Slægt: Rhoptropus - Slægt: Saurodactylus - Slægt: Sphaerodactylus - Slægt: Stenodactylus - Slægt: Tarentola - Slægt: Teratolepis - Slægt: Thecadactylus - Slægt: Tropiocolotes - Slægt: Urocotyledon - Slægt: Uroplatus |